# Foto-elektrochemische cel
Een foto-elektrochemische cel (PEC) is een zonnecel die door foto-elektrochemie licht omzet in elektrische energie. Sommige typen verenigen de eigenschappen van een zonnecel en een accu in zich en zijn in staat energie chemisch op te slaan.
Een typische cel bestaat uit een halfgeleidende fotoanode en een metaalkathode die in een elektrolyt is ondergedompeld.
Sommige foto-elektrochemische cellen produceren direct elektrische energie, terwijl andere waterstof produceren in een proces gelijkend op elektrolyse van water.

## DSC
Een type dat elektrische energie produceert, wordt DSC (dye-sensitized solar cell) genoemd, een kleurstofgevoelig gemaakte zonnecel. Dit type cel bevat zeer poreus nanokristallijn titaniumoxide (nc-TiO2) waaraan kleurstof geadsorbeerd is.
TiO2 is een van de eerste materialen die in de foto-elektrochemie bekend werd. Het voordeel van dit materiaal is dat het bijzonder robuust is; het nadeel is dat de bandgap erg groot is en slechts een miniem deel van het zonlicht (alleen UV) nuttig gebruikt wordt. Door toevoeging van de kleurstof wordt dit probleem voor een aanzienlijk deel opgeheven. Het zichtbare licht wordt eerst door de kleurstof ingevangen en de ontstane ladingdragers vervolgens in de energieband van TiO2 ingespoten.

## Fotogeneratiezonnecel
In het type dat waterstof produceert, treedt de elektrolyse van water naar waterstofgas en zuurstofgas op wanneer de anode met elektromagnetische straling wordt bestraald. De door de zonne-energie geproduceerde waterstof kan opgeslagen en getransporteerd worden.
De fotogeneratiecellen hebben een hoger rendement dan de vereiste 10% voor economische toepassing. Een belangrijk probleem is de corrosie van halfgeleidende materialen bij direct contact met het water.

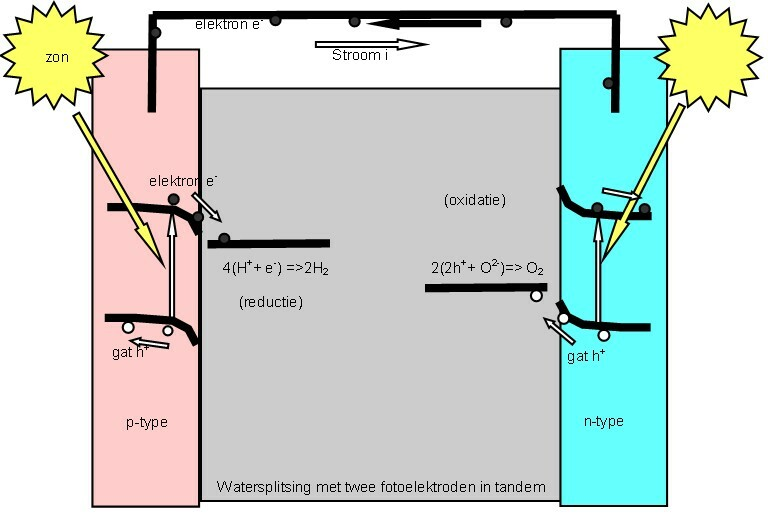

## Zonnebatterijen
Een ander type is in staat elektrische stroom te leveren, maar desgewenst deze ook op te slaan. Dit type heeft het voordeel dat er een constante stroom uit kan worden betrokken, terwijl de cel gedurende de zonnige uren zichzelf weer oplaadt. Een voorbeeld daarvan is een sulfide/polysulfide-cel gebaseerd op de halfgeleider CuInSe2, die begin jaren 80 enige tijd in Rohovot Israël is uitgetest. Het rendement was echter niet bijzonder hoog (5-6%).